# Бородавницы

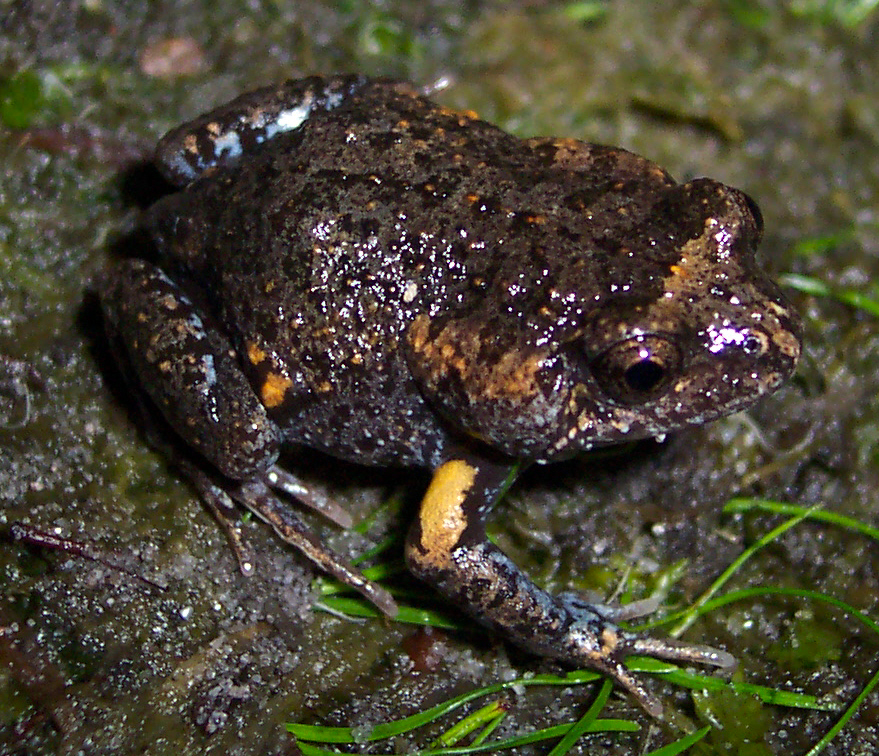
Uperoleia tyleri

Бородавницы (лат. Uperoleia) — род бесхвостых земноводных из семейства Австралийских жаб.

## Классификация
На июль 2022 года в род включают 29 видов:
- Uperoleia altissima Davies, Watson, McDonald, Trenerry, & Werren, 1993
- Uperoleia arenicola Tyler, Davies, & Martin, 1981 — Песчаная бородавница
- Uperoleia aspera Tyler, Davies, & Martin, 1981 — Беззубая бородавница
- Uperoleia borealis Tyler, Davies, & Martin, 1981 — Травянистая бородавница
- Uperoleia crassa Tyler, Davies, & Martin, 1981 — Округлая бородавница
- Uperoleia daviesae Young, Tyler, & Kent, 2005
- Uperoleia fusca Davies, McDonald, & Corben, 1986
- Uperoleia glandulosa Davies, Mahony, & Roberts, 1985
- Uperoleia gurrumuli Catullo & Keogh, 2021
- Uperoleia inundata Tyler, Davies, & Martin, 1981
- Uperoleia laevigata Keferstein, 1867
- Uperoleia lithomoda Tyler, Davies, & Martin, 1981 — Бородавница-каменотёс
- Uperoleia littlejohni Davies, McDonald, & Corben, 1986
- Uperoleia mahonyi Clulow, Anstis, Keogh, & Catullo, 2016
- Uperoleia marmorata Gray, 1841 — Желтоногая бородавница
- Uperoleia martini Davies & Littlejohn, 1986
- Uperoleia micra Doughty & Roberts, 2008
- Uperoleia micromeles Tyler, Davies, & Martin, 1981 — Пустынная бородавница
- Uperoleia mimula Davies, McDonald, & Corben, 1986
- Uperoleia minima Tyler, Davies, & Martin, 1981 — Карликовая бородавница
- Uperoleia mjobergii (Andersson, 1913) — Зубатая бородавница
- Uperoleia orientalis (Parker, 1940) — Прибрежная бородавница
- Uperoleia rugosa (Andersson, 1916) — Красноногая бородавница
- Uperoleia russelli (Loveridge, 1933) — Перепончатая бородавница
- Uperoleia saxatilis Catullo, Doughty, Roberts, & Keogh, 2011
- Uperoleia stridera Catullo, Doughty, & Keogh, 2014
- Uperoleia talpa Tyler, Davies, & Martin, 1981 — Кротовая бородавница
- Uperoleia trachyderma Tyler, Davies, & Martin, 1981
- Uperoleia tyleri Davies & Littlejohn, 1986